# Centralni komitet Saveza komunista Jugoslavije
Centralni komitet Saveza komunista Jugoslavije (CK SKJ) je bio najviši rukovodeći organ u Savezu komunista Jugoslavije (SKJ) između dva Kongresa.
Od travnja 1919. do lipnja 1920. godine nazivao se Centralno partijsko vijeće SRPJ(k), od lipnja 1920. do veljače 1925. godine Centralno partijsko vijeće KPJ i od veljače 1925. do Šestog kongresa KPJ, u studenome 1952. godine, Centralni komitet KPJ.
CK SKJ je bio državni organ u Jugoslaviji, u kojem su bili zastupljeni predstavnici partije iz svih jugoslovenskih republika i pokrajina.
Godine 1963., umjesto funkcije generalnog sekretara uvedena je funkcija predsjednika SKJ, a Josip Broz Tito je tu funkciju obavljao do svoje smrti, 4. svibnja 1980. godine. Nakon njega, redoslijed predsjednika je bio sledeći:
- Lazar Mojsov (1980. – 1981.)
- Dušan Dragosavac (1981. – 1982.)
- Mitja Ribičič (1982. – 1983.)
- Dragoslav Marković (1983. – 1984.)
- Ali Šukrija (1984. – 1985.)
- Vidoje Žarković (1985. – 1986.)
- Milanko Renovica (1986. – 1987.)
- Boško Krunić (1987. – 1988.)
- Stipe Šuvar (1988. – 1989.)
- Milan Pančevski (1989. – 1990.)

Centralni komitet je nestao s političke scene u siječnju 1990. godine, raspadom Saveza komunista Jugoslavije.